# Alberta Whittle
Alberta Whittle, née en 1980 à Bridgetown, est une artiste multidisciplinaire écossaise.

## Biographie
Originaire de la Barbade, Alberta Whittle déménage à Birmingham à l'adolescence, avant de s'installer en Écosse pour poursuivre ses études. En 2011, elle obtient une maîtrise en beaux-arts de la Glasgow School of Art. Elle prépare ensuite un doctorat à l'Edinburgh College of Art.
Artiste, chercheuse et conservatrice, elle est associée de recherche à l'Université de Johannesburg. Elle contribue également aux magazines MAP, Visual Culture in Britain, Visual Studies, Art South Africa et Critical Arts Academic Journal.
Depuis 2016, elle est membre du comité de la Transmission Gallery à Glasgow, et membre du conseil d'administration du Scottish Visual Arts Network (SCAN) depuis 2017.
Alberta Whittle vit et travaille à Glasgow.

## Carrière artistique
Alberta Whittle travaille sur plusieurs supports, dont la vidéo, la sculpture, la gravure, l'installation et la performance artistique. Le travail de l'artiste vise à remettre en question la manière dont l'histoire et la société sont construites dans le monde occidental. Sa pratique s'intéresse aux héritages du colonialisme et de l'esclavage. Ses créations intègrent l'oppression des Noirs et à la manière dont le corps noir racialisé peut porter les marqueurs de cette oppression, qui peuvent se manifester dans la santé mentale ou physique d'un individu. Ses œuvres s'intéressent également aux questions environnementales telles que la crise climatique.
L'artiste évoque son déménagement des Caraïbes au Royaume-Uni comme un événement fondateur de son art, qui lui a permis notamment d'attirer l'attention sur les inégalités dans la manière dont l'histoire est saisie et racontée par les différentes nations, et notamment l'absence de conversation ou de reconnaissance de ces relations complexes et difficiles entre l'Europe et l'Amérique, l'Asie ou l'Afrique.

## Reconnaissance
En 2018, Alberta Whittle est lauréate du Margaret Tait Award (en), pour le court métrage between a whisper and a cry,. La même année, elle est boursière de la RAW Académie de Dakar. En 2020, elle est récompensée du Frieze Artist Award, du prix de l'artiste de la Fondation Henry Moore, et reçoit une bourse du Turner Prize,,.
Alberta Whittle représentera l'Écosse lors de la 59e exposition internationale d'art de La Biennale de Venise en 2022.

## Expositions
Parmi une liste non exhaustive :

### Expositions individuelles
- Alberta Whittle : Business as Usual, Tyburn Gallery, Londres, du 31 mai - 27 juin 2019[11] ;
- Alberta Whittle : How Flexible Can We Make the Mouth, Dundee Contemporary Arts, Dundee, du 14 septembre - 24 novembre 2019.

### Expositions collectives
- Where we're at: Other voices on gender, BOZAR, Bruxelles, du 18 juin au 31 août 2014 ;
- Pavillon de Johannesburg à la 56e Biennale de Venise, Venise, du 9 mai au 22 novembre 2015[12] ;
- Embodied Spaces, Framed Framed, Amsterdam, du 18 juin au 26 juillet 2015[13] ;
- Inner City, GoMA, Glasgow, du 16 février au 11 novembre 2018[14] ;
- there’s something in the conversation that is more interesting than the finality of (a title), The Showroom, Londres, du 28 mars au 5 mai 2018[15] ;
- Stalking The Image : Margaret Tait and Her Legacy, GoMA, Glasgow, du 8 novembre 2018 au 5 mai 2019[16] ;
- Alberta Whittle and Emilio Bianchic, Useless, Pig Rock Bothy, Scottish National Gallery of Modern Art, Édimbourg, du 13 au 21 avril 2019[17] ;
- 13e Biennale de La Havane, Cuba, du 12 avril - 12 mai 2019[18] ;
- Alberta Whittle and Hardeep Pandhal, Transparency, Edinburgh Printmakers, Édimbourg, du 18 octobre 2019 au 5 janvier 2020[19] ;
- Sonia Boyce : In the Castle of my Skin, Eastside Projects, Birmingham, du 25 janvier - 11 avril 2020[20] ;
- Here Be Dragons, Copperfield, Londres, du 22 septembre au 31 octobre 2020[21].

## Collections
Les œuvres d'Alberta Whittle font partie des collections suivantes :
- Galerie nationale d'Écosse ;
- Les collections des musées de Glasgow ;
- Conseil des arts du Royaume-Uni[23] ;
- Université de St Andrews ;
- Collection de recherche en art contemporain de l'Edinburgh College of Art[24].

## Distinctions
- 2018 : Margaret Tait Award ;
- 2020 : Frieze Artist Award ;
- 2020 : Prix de l'artiste de la Fondation Henry Moore.